# Харбор Хајтс (Флорида)
Харбор Хајтс (енгл. Harbour Heights) насељено је место без административног статуса у америчкој савезној држави Флорида.

## Демографија
По попису из 2010. године број становника је 2.987, што је 114 (4,0%) становника више него 2000. године.
| Група             | 2000.         | 2010.         |
| Белци             | 2.626 (91,4%) | 2.587 (86,6%) |
| Афроамериканци    | 82 (2,9%)     | 174 (5,8%)    |
| Азијати           | 22 (0,8%)     | 34 (1,1%)     |
| Хиспаноамериканци | 110 (3,8%)    | 154 (5,2%)    |
| Укупно            | 2.873         | 2.987         |